# Magnesiotaramite
La magnesiotaramite è un minerale non più accettato come specie indipendente dall'Associazione Mineralogica Internazionale (IMA) dal 2012 in quanto, in seguito alla revisione della nomenclatura degli anfibiboli, costituisce un membro intermedio fra la taramite e la ferro-taramite.